# Région des Tablelands
La région des Tablelands est une zone d'administration locale au nord du Queensland en Australie.
Elle résulte de la fusion des comtés d'Atherton, d'Eacham, d'Herberton et de Mareeba en mars 2008.
La région comprend les villes d'Atherton, Butchers Creek, Chillagoe, Dimbulah, Herberton, Jaggan, Kairi, Kuranda, Malanda, Mareeba, Millaa Millaa, Mount Garnet, Mount Molloy, Peeramon, Ravenshoe, Tarzali, Tinaroo, Tolga et Yungaburra.
Elle est gérée par huit conseillers et un maire sans découpage de circonscriptions.